# Двадесети конгрес на Македонската патриотична организация
Двадесетият конгрес на Македонските политически организации (МПО) се провежда от 31 август 1941 година в Акрън, Охайо, САЩ. Президентът на ЦК на МПО Коста Попов излиза със становище, че „българите в Македония са част от българския народ“, но поради неясния край на Втората световна война МПО продължава да поддържа идеята за „свободна и независима Македония“. В резолюция на английски език ЦК на МПО се придържа към принципа за самоопределение на народите.